# Ủy ban Pháp luật Quốc tế
Ủy ban Pháp luật Quốc tế viết tắt là ILC (tiếng Anh: International Law Commission) là ủy ban chuyên môn được Đại hội đồng Liên Hợp Quốc thành lập theo Nghị quyết A/RES/174(II) năm 1947. Ủy ban thành lập năm 1948 nhằm mục tiêu "thúc đẩy sự phát triển tiến bộ của pháp luật quốc tế và pháp điển hóa của nó".
Cơ quan điều hành của ILC đặt tại Trụ sở Liên Hợp Quốc tại Genève, Thụy Sĩ.

## Thành viên ủy ban
Ủy ban có 34 thành viên, được bầu với nhiệm kỳ 5 năm. Số thành viên phân chia cho các khu vực được ấn định trong "mục 3 Nghị quyết 36/39 ngày 18/11/1981".
| Nhiệm kỳ | Châu Phi (8) | Châu Á & Thái Bình Dương (7) | Mỹ Latinh & Caribe(7) | Đông Âu (4)                                 | Tây Âu & các nước khác (8) |
| -------- | --- | --- | --- | ------------------------------------------- | --- |
| 2017-21  | | | |                                             | |
| 2012-16  | Mohammed B. Adoke Pedro C. Afonso A. El-Murtadi S. Gouider Hussein A. Hassouna Maurice Kamto Ahmed Laraba Chris M. Peter Dire D. Tladi S. Amos Wako | Ali M. F. Al-Marri Mahmoud D. Hmoud Huikang Huang Kriangsak Kittichaisaree Shinya Murase Ki Gab Park Narinder Singh Nugroho Wisnumurti | Enrique J. A. Candioti J. M. Gómez-Robledo Bernd H. Niehaus Gilberto V. Saboia Eduardo Valencia-Ospina Stephen C. Vasciannie | Kirill Gevorgian Ernest Petric Pavel Šturma | Lucius C. Caflisch Concepción E. Hernández Mathias Forteau Marie G. Jacobsson Donald M. McRae Sean D. Murphy Georg Nolte Michael Wood |